# Viscount Wolverhampton

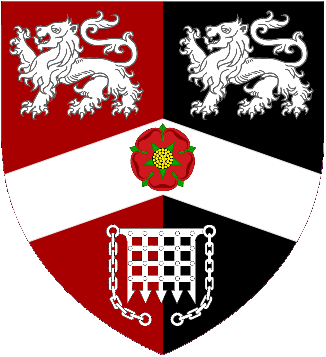
Wappen der Viscounts Wolverhampton

Viscount Wolverhampton, of Wolverhampton in the County of Stafford, war ein erblicher britischer Adelstitel in der Peerage of the United Kingdom.
Der Titel wurde am 4. Mai 1908 für den liberalen Politiker Henry Fowler geschaffen. Der Titel erlosch beim Tod seines Sohnes, des 2. Viscount, am 9. März 1943.

## Liste der Viscounts Wolverhampton (1908)
- Henry Hartley Fowler, 1. Viscount Wolverhampton (1830–1911)
- Henry Ernest Fowler, 2. Viscount Wolverhampton (1870–1943)